# Messier 39
A Messier 39 (más néven M39, vagy NGC 7092) egy nyílthalmaz a Hattyú csillagképben.

## Felfedezése
Az M39 nyílthalmazt Charles Messier francia csillagász fedezte fel, majd 1764. október 24-én katalogizálta.

## Tudományos adatok
Legfényesebb csillaga A0 színképtípusú, 6,83 magnitúdós. A halmaz korát 270 millió évesre becsülik. Az M39 2,8 km/s sebességgel közeledik felénk.

## Megfigyelési lehetőség
Az M39 az α Cygni (Deneb) csillagtól kb. 9 fokra keletre, és egy kicsit északra található.